# Partit Comunista de Letònia
Partit Comunista de Letònia (letó Latvijas Komunistiskā partija LKP) fou un partit polític de Letònia d'ideologia comunista.

## Orígens
El partit fou fundat en un Congrés de juny de 1904 i fou conegut inicialment com a Partit Socialdemòcrata dels Treballadors de Letònia. Després del seu segon congrés el 1905 va adoptar el programa del Partit Obrer Socialdemòcrata Rus com a propi. Després del Quart Congrés del POSDR el 1906 va ingressar en el POSDR com a organització territorial i va canviar el nom pel de Socialdemocràcia del Territori de Letònia. El partit va celebrar el seu quart congrés a Brussel·les del 26 de gener al 8 de febrer de 1914. El seu òrgan era Cina (Lluita).

## Govern soviètic a Letònia, 1919-1920
El partit va governar breument durant la República Socialista Soviètica de Letònia el 1919 i canvià el seu nom pel de Partit Comunista de Letònia el març de 1919. Aleshores tenia 7.500 membres. L'ala juvenil s'anomenava Lliga de Joves Comunistes de Letònia. El LKP també fou membre de la Comintern (Tercera Internacional des del 1919.

## Clandestinitat i exili 1920-1940
Arran de la guerra d'independència de Letònia, el LKP va ser prohibit a Letònia. Els seus líders residien a l'exili a l'URSS, mentre que la seva organització a Letònia operava clandestinament, a través de cèl·lules clandestines o bé organitzacions de pantalla, com els sindicats d'esquerres.
El 1936 es va formar una organització juvenil paral·lela, la Lliga de la Joventut Treballadora de Letònia (LDJS) com un esforç de cooperació pel LKP i els seus ex rivals, els antics menxevics del Partit Socialdemòcrata Obrer Letó, prohibit arran el cop d'estat de 1934 de Kārlis Ulmanis.

## En el poder a l'RSS de Letònia, 1940-1990
Després de l'entrada de l'Exèrcit Roig a Letònia el juny de 1940 i el derrocament del govern Ulmanis, el LKP i la LDJS foren legalitzats de nou i pogueren operar obertament. El 1940 el partit es va fusionar amb el Partit Comunista de la Unió Soviètica (bolxevic). Com a branca letona del PCUS(b) fou reanomenat Partit Comunista de Letònia (bolxevic) (Latvijas Komunistiskā (boļševiku) partija LK(b)P), i quan el 1952 passà a anomenar-se únicament PCUS va rebre el seu antic nom, LKP.
El 14 d'abril 1990 se'n va separar una facció favorable a la independència dirigida per d'Ivars Ķezbers per a formar el Partit Comunista Independent de Letònia (Latvija Neatkarīgā komunistiskā partija). El grup principal del LKP, sota la presidència d'Alfrēds Rubiks, es va mantenir lleial a Moscou i al lideratge del PCUS. Cap al 14 de setembre, el partit de Ķezbers fou anomenat oficialment Partit Democràtic del Treball de Letònia (Latvijas Demokrātiskā darba partija, LDDP) i va adoptar un programa social-demòcrata.
L'article 6 de la constitució de l'RSS de Letònia (1977) atorgava al LKP el monopoli sobre el poder polític soviètic a Letònia explícitament. El 1990, el Consell Suprem de la República de Letònia (antic Soviet Suprem, ara dominat pel Front Popular de Letònia) va votar a favor d'eliminar l'article 6 de la Constitució.

## Després de la independència, 1990-1994
Després de la reconquerida independència de Letònia de la Unió Soviètica, el LKP va ser prohibit per una decisió del Consell Suprem de la República de Letònia el 10 de setembre de 1991 com una organització considera hostil a la independència de Letònia. El 1994 fou fundat com a successor del LKP el Partit Socialista Letó.

## Secretaris generals del LKP
| Jānis Kalnbērziņš: | 25 d'agost de 1940 – 25 de novembre de 1959 (exiliat a Rússia, 1941–1944)                        |
| Arvīds Pelše:      | 25 de novembre de 1959 – 15 d'abril de 1966                                                      |
| Augusts Voss:      | 15 d'abril de 1966 – 14 d'abril de 1984                                                          |
| Boriss Pugo:       | 14 d'abril de 1984 – 4 d'octubre de 1988                                                         |
| Jānis Vagris:      | 4 d'octubre de 1988 – 7 d'abril, 1990 (abolit el paper dirigent del partit, 11 de gener de 1990) |
| Alfrēds Rubiks:    | 7 d'abril de 1990 – 24 d'agost, 1990                                                             |